# Доментиан (сербский писатель)
Доментиан (серб. Доментиjан; около 1210 — после 1264) — сербский писатель, собиратель книг, ученик святого Саввы, иеромонах Хиландарского монастыря (отсюда прозвище — Хиландарец).
Путешествовал по Палестине и другим странам Ближнего Востока.
К 1264 году написал жития двух национальных сербских святых — Симеона Мироточивого и названного выше Саввы, являющиеся выдающимися произведениями древнесербской литературы. Они проникнуты глубоким поэтическим чувством и тоской по вечному блаженству, которое составляет награду за полную лишений жизнь.
Позднейшие сербские агиографы старались всячески подражать Доментиану и только изменяли имена и некоторые подробности, а все остальное полностью заимствовали у первоначального автора.